# Cadwallon ap Einion
Cadwallon ap Einion, conosciuto anche come Cadwallon Lawhir ossia dalle lunghe mani, e Cadwallon I (460 circa – 534), è stato sovrano del Gwynedd (regno medievale del Galles, nell'odierna Gran Bretagna) dal 500 al 534.

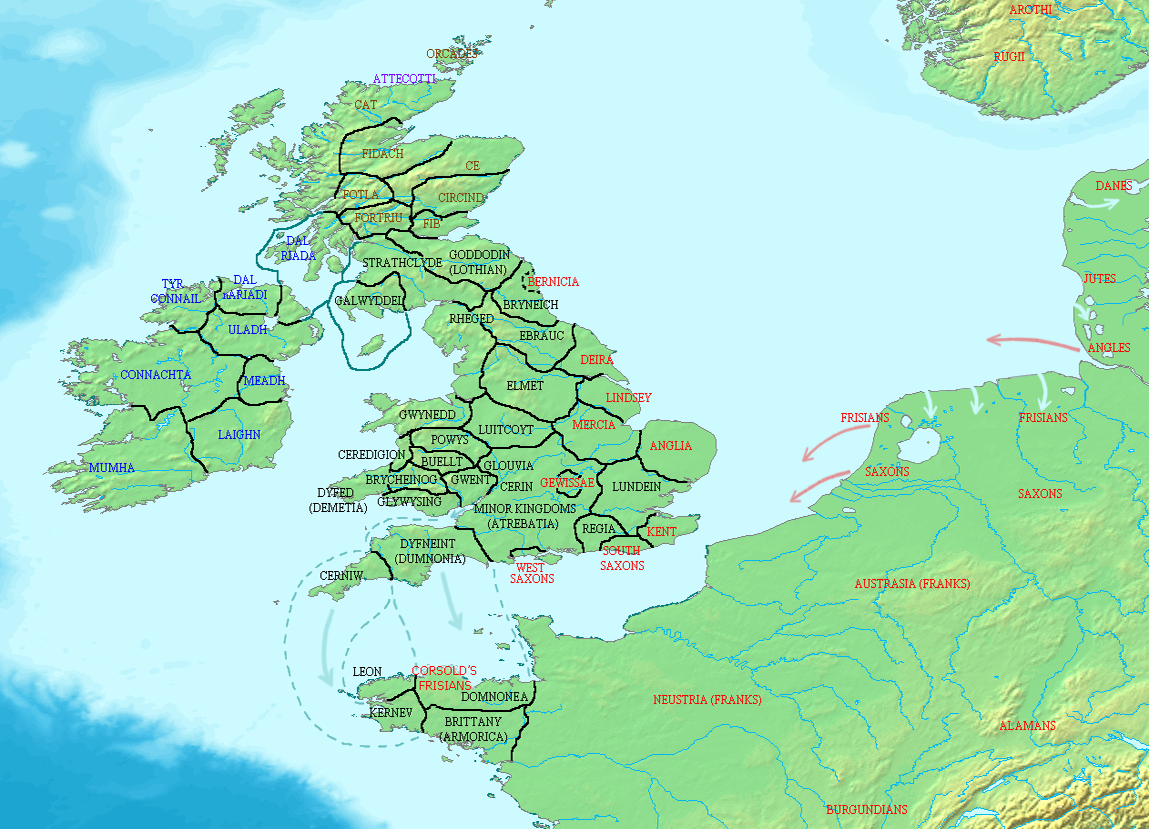
La Britannia attorno al 500.

Secondo la tradizione, regnò durante o poco dopo la battaglia del Monte Badon (Badonicus in latino e Baddon in gaelico), dove (tra il 490 e il 510) il mitico re Artù sconfisse i sassoni.
Sebbene  sia probabile che Cadwallon non abbia partecipato a questa battaglia, è invece ipotizzabile che abbia beneficiato del periodo di relativa pace e prosperità che in tutta l'Inghilterra si ebbe dopo quello scontro. Il momento militarmente più importante del suo regno fu la definitiva espulsione degli irlandesi dall'Anglesey.
Secondo Gildas, il figlio di Cadwallon, Maelgwn, uccise lo zio per salire sul trono e ciò fa capire che il trono non andò subito a quest'ultimo dopo la morte del padre. Secondo alcuni storici, questo zio potrebbe essere stato Owain Ddantgwyn.